# Банте
Банте (фр. Banteux) насеље је и општина у североисточној Француској у региону Север-Па де Кале, у департману Север која припада префектури Камбре.
По подацима из 2011. године у општини је живело 330 становника, а густина насељености је износила 53,4 становника/km². Општина се простире на површини од 6,18 km². Налази се на средњој надморској висини од 77 метара (максималној 133 m, а минималној 71 m).

## Демографија
| 1962. | 1968. | 1975. | 1982. | 1990. | 1999. | 2011. |
| ----- | ----- | ----- | ----- | ----- | ----- | ----- |
| 368   | 383   | 361   | 317   | 311   | 364   | 330   |

График промене броја становника у току последњих година